# Templi dell’Umanità

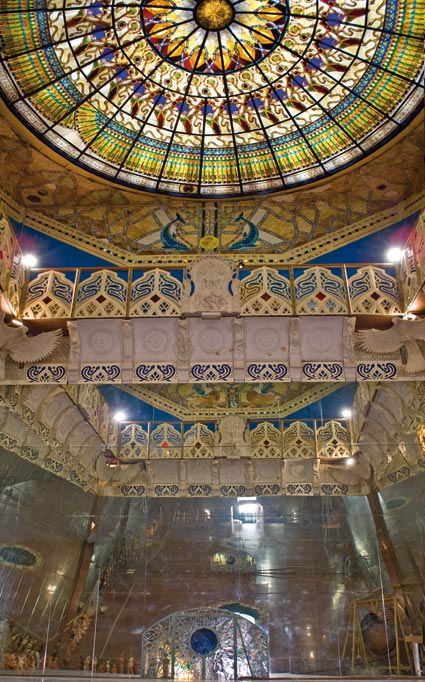
Saal der Spiegel

Die Templi dell’Umanità (italienisch für Tempel der Menschheit) bezeichnen mehrere unterirdische Tempel, die 30 Meter unter der Erde liegen und von der Gemeinschaft Damanhur errichtet wurden. Sie sind mit verschiedenen Motiven verziert, die die friedliche menschliche Zusammenarbeit betonen. Die Tempel befinden sich bei der Gemeinde Vidracco in der Region Piemont in Norditalien, etwa 50 km von Turin entfernt.
Die Tempel wurden unter der Leitung von Oberto Airaudi errichtet, der im Alter von 10 Jahren Visionen von antiken Tempeln aus einem früheren Leben hatte und im August 1978 mit den Ausgrabungen und dem Bau begann. Berichten zufolge waren 1991 die meisten Kammern fertiggestellt, als die italienische Polizei aufgrund eines Hinweises von Dorfbewohnern eine Razzia bei den Tempeln durchführte. Da die Tempel jedoch so gut versteckt waren, konnte die Polizei sie nicht ausfindig machen, bis der Staatsanwalt Bruno Tinti drohte: „Zeigen Sie uns diese Tempel, oder wir werden den gesamten Hang sprengen.“ Schließlich erteilte die italienische Regierung Berichten zufolge rückwirkend Ausgrabungs- und Errichtungsprivilegien, und die Tempel sind nun für Besucher zugänglich.
Die bis zu 72 m unter der Erdoberfläche angelegte Anlage erstreckt sich auf fünf Ebenen und wurden mit ihren 850.000 m³ als größtes unterirdische Bauwerk der Welt 2001 in das Guinness-Buch der Rekorde eingetragen. Die Tempelanlage besteht aus sieben Hauptsälen, die mit Gängen und Treppen untereinander verbunden sind.